# Guerra Civil del Salvador
Es coneix comunament com a guerra civil del Salvador, al conflicte bèl·lic intern, ocorregut al país centreamericà, on es van enfrontar, l'exèrcit governamental, la Força Armada del Salvador, (FAES), en contra de les forces insurgents del Front Farabundo Martí per a l'Alliberament Nacional (FMLN).

## Antecedents
Les eleccions presidencials salvadorenes de 1972 viure un frau electoral massiu en favor del Partit de Conciliació Nacional (PCN) recolzat pels militars i seu candidat, el coronel de l'exèrcit Arturo Armando Molina. L'oposició al govern de Molina va ser forta tant a la dreta com a l'esquerra. També el 1972, les marxistes-leninistes Forces Populars d'Alliberament Farabundo Martí (FPL), establertes el 1970 com a branca del Partit Comunista d'El Salvador, van començar a dur a terme operacions de guerrilla a petita escala a El Salvador. També van començar a desenvolupar-se altres organitzacions com l'Exèrcit Revolucionari del Poble (ERP).
Des de la dècada de 1970, les nombroses desaparicions, tortures i assassinats de persones sospitoses de simpatitzar amb idees d'esquerres o simplement contra la dictadura, ja fossin camperols, estudiants, mossens o bisbes (Óscar Romero, mort el 1980), van obligar a molts a portar la seva activitat política des de la clandestinitat. Alguns marxen a les muntanyes, on s'organitzen diferents grups per a la lluita armada organitzada amb l'objectiu d'enderrocar els successius governs de la dictadura salvadorenca i fer una revolució socialista.

## La guerra civil
El 15 d'octubre de 1979, una Junta de Govern Revolucionari (JRG) va prendre el control d'El Salvador, deposant el president Carlos Humberto Romero iniciant una guerra civil a gran escala. José Napoleón Duarte va tornar a El Salvador el 3 de març de 1980 i es va unir a la Junta, convertint-se en ministre d'Afers Exteriors d'El Salvador.
El conflicte armat mai va ser declarat en forma oficial, però es considera normalment que es va desenvolupar entre 1979 i 1992, encara que el país va viure un ambient de crisi política i social durant la dècada de 1970.
L'arquebisbe de San Salvador Óscar Arnulfo Romero fou assassinat d'un tret al cor per un franctirador dels esquadrons de la mort mentre celebrava missa en la capella de l'Hospital La Divina Providència en la colònia Miramonte de San Salvador. per la seva defensa dels drets humans,
El 12 de maig de 1980, els dretans dins de l'exèrcit van destituir Adolfo Arnoldo Majano com a president de la junta i Jaime Abdul Gutiérrez Avendaño va assumir el càrrec de president i comandant en cap de les forces armades liderant la transició a una guerra civil oberta. Durant els mesos següents, el terror es va intensificar i les hostilitats es van estendre per tot el país.
José Napoleón Duarte es va convertir en cap d'estat el 22 de desembre de 1980 i l'FMLN va respondre llançant una important ofensiva militar el 10 de gener de 1981 amb tota l'energia organitzativa acumulada al llarg d'una dècada, però la seva derrota va portar a un replantejament dels mecanismes de lluita, que van quedar pràcticament destruïts, i de l'estratègia revolucionària insurgent. El replantejament va portar al reforçament militar de l'FMLN i a pugnes entre i dins de les organitzacions politicomilitar.
Les diferències al comandament del FPL, en què la posició majoritària en el congrés de Chalatenango de principis de 1983 va ser la de major unificació del FMLN recolzada per la comandant Mélida Anaya Montes, Ana María, va provocar el seu asassinat a Managua, el 6 d'abril de 1983 per ordre del comandant Salvador Cayetano Carpio, Marcial, que es va suïcidar el 12 d'abril, morint els principals dirigents de la més poderosa organització del FMLN, les Forces Populars d'Alliberament Farabundo Martí (FPL), que van elegir Salvador Sánchez Cerén com a secretari general, incorporant-se a la Comandància General de l'FMLN.
Com a exèrcit va emprar nenes soldat. Més endavant, adoptà una política per a deixar de reclutar nens i permetre que abandonaren les files davant la visió negativa que es tenia des de l'opinió pública. Durant tota la dècada de 1980 se succeeixen els enfrontaments entre la guerrilla de l'FMLN i l'exèrcit, amb l'ajut militar i econòmic del bloc soviètic, per una banda, i dels Estats Units, per l'altra. A més de l'exèrcit, el govern del Salvador utilitzà en la seva lluita contra "els insurgents" l'anomenada "guerra bruta" amb els esquadrons de la mort i les forces paramilitars.
El FMLN estava equipat amb armes de fabricació occidental, principalment d'origen nord-americà i israelià com els fusells M16 i M60, però en 1987 la guerrilla va incorporar AK-47, RPG-7 i Dragunov del bloc de l'est.
En les eleccions locals de 1988 Alianza Republicana Nacionalista (ARENA) va assolir més del 80% dels vots i en les del Congrés va arribar 31 escons de 60 possibles. Al maig ARENA va triar Alfredo Cristiani Burkard com candidat a presidencial i el 18 de març de 1989 va ser elegit president de la nació amb el 53,8% dels vots. Enmig dels violents atacs d'ambdues parts implicades amb implicacions regionals, presidents dels països centreamericans es van reunir a Tela, Hondures, per parlar del conflicte armat. Arran d'aquesta cimera, es va instar l'FMLN a convocar un alto el foc tal com consta en el document d'Esquipulas II. Mentrestant, a El Salvador, les comissions per al diàleg de pau intentaven trobar una solució pacífica al conflicte. El 13 de setembre de 1989 es va celebrar un diàleg a Mèxic que va donar lloc a l'"Acord de Mèxic", la primera proposta formal per negociar el final de la guerra. Un mes més tard, es va celebrar una nova reunió entre el Govern i el FMLN a Moravia, Costa Rica per continuar les negociacions, que van fracassar, i la guerrilla va llençar la seva campanya més important, l'Ofensiva Hasta el Tope y Punto… ¡Febe Elizabeth Vive!.
El novembre de 1989 l'exèrcit va intensificar la seva lluita contra les guerrilles del FMLN i el 16 de novembre va assassinar 6 sacerdots jesuïtes i dos de les seves ajudants a la Universitat Centroamericana José Simeón Cañas (UCA). Entre aquests sacerdots estava el rector Ignacio Ellacuría Beascoechea, destacat teòleg de l'alliberament i participant de les converses de pau amb el FMLN. Aquest crim va generar grans protestes en tot el món en contra de Cristiani, que va intentar apaivagar-les prometent dur als responsables davant la justícia. Es va crear una comissió que va acabar el gener de 1990 amb l'arrest de 9 membres de l'exèrcit (4 oficials, 3 oficials no comissionats i 2 soldats).
La invasió de Panamà del 20 de desembre de 1989 i la derrota electoral dels Sandinistes a les eleccions generals de Nicaragua de 1990 van impulsar una nova ronda de negociació entre l'FMLN i el govern l'abril de 1990 a Ginebra amb la mediació de la ONU, que va seguir de nous combats el novembre amb la ofensiva Castigo a la Fuerza Armada antidemocrática. Els darerrs combats van tenir lloc al volcà Guazapa el desembre de 1991, i la guerra va acabar amb els Acords de Chapultepec el 16 de gener de 1992.

## Conseqüències de la guerra
La guerra va causar 75.000 morts, 7.000 desapareguts, 500.000 desplaçats i 1 milió de refugiats en altres països, i es calculen les pèrdues en l'economia en 1.800 milions de dòlars.
Després d'un llarg procés de negociacions, els Acords de Pau de Chapultepec (1992), permeten que l'FMLN es converteixi en un partit polític legalitzat. La guerra encara avui en dia està molt present amb la vida diària de la població del Salvador. La població encara avui en dia està molt dividida i encara hi ha dos partits que "representen els dos costats" Arena que representa al bàndol dels militars i l'FMLN.